# Megachile apennina
Megachile apennina là một loài Hymenoptera trong họ Megachilidae. Loài này được Benoist mô tả khoa học năm 1940.